# Ouida
Írói nevén Ouida, valódi nevén Marie Louise de la Ramée (Bury St Edmunds, 1839. január 1. – Viareggio, 1908. január 25.) angol írónő. Pályafutása során Ouida több mint 40 regényt, valamint novellákat, gyermekkönyveket és esszéket írt. Mérsékelten sikeres, de fényűző életet élt, és a kor számos irodalmi személyiségével kapcsolatban állt. Az egyik leghíresebb regénye a Két zászló alatt  amelynek témája a britek Algériai tartózkodását írta le. Szimpátiáját fejezte ki a francia gyarmatosítók iránt, de bizonyos mértékig az arabok iránt is szimpatizált. A regényt színpadra állították, és hatszor megfilmesítették. A Flandriai kutya című regényét Ázsia nagy részén gyermekkönyvklasszikusnak tartják. Jack London az ő Signa című regényét említette irodalmi sikerének egyik okaként. Pazarló életmódja miatt elszegényedett, és műveit árverésre kellett bocsátani, hogy adósságait kifizethesse. Olaszországban halt meg tüdőgyulladásban. Nem sokkal halála után emlékére barátai közadakozásból Bury St Edmundsban, lovaknak és kutyáknak szánt szökőkutat állíttattak.

## Korai évek
Maria Louise Ramé az angliai Bury St Edmundsban született. Édesanyja, Susan Sutton, egy borkereskedő lánya volt; apja francia származású volt. Írói nevét a saját gyermekkori "Louise" keresztnevének kiejtéséből vezette le. 
Szülővárosáról alkotott véleménye ingadozott; így írt: „Az a tiszta, csendes, régies város, amely mindig egy partira öltözött vénlányt juttat eszembe; az a legalacsonyabb és sivárabb városrész, ahol az utcákon annyi a fű, mint egy hold legelőn. A lakosok arra kényszerülnek, hogy a saját csengőjüket csengessék, nehogy rozsdásodjanak a használat hiánya miatt.”

## Karrier

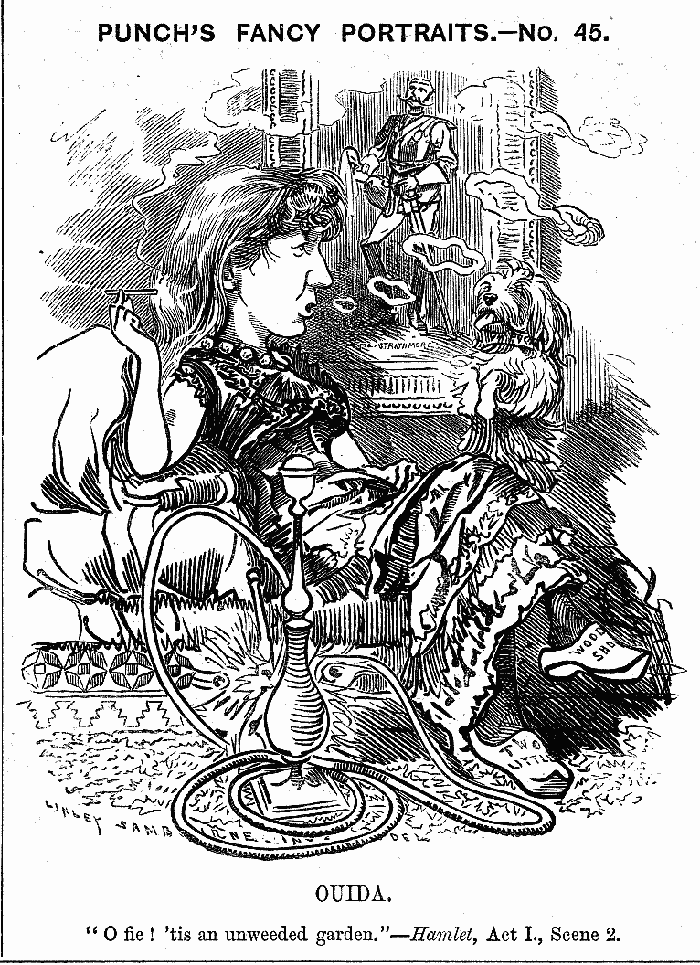
Ouida karikatúrája (Punch, 1881. augusztus 20.)

1867-ben beköltözött a londoni Langham Hotelbe. Ott a szálloda reklámanyagai szerint az ágyban, gyertyafénynél, a napfényt kizáró függönyökkel és lila virágokkal körülvéve írt. Heti 200 fontot is elérő hatalmas szállodai számlákat csinált és olyan estélyeket rendezett, amelyeken katonák, politikusok, irodalmi nagyságok (köztük Oscar Wilde, Algernon Swinburne, Robert Browning és Wilkie Collins) és művészek (köztük John Millais) vettek részt. Számos története és karaktere olyan embereken alapult, akiket meghívott a Langhamben tartott szalonjaiba. William Allingham 1872-es naplójában Ouidát alacsony termetűnek, „baljós, okos arcúnak” és "olyan hangúnak, mint egy faragókés" jellemezte."
Ouida sok éven át Londonban élt, de 1871 körül Olaszországba költözött. 1874-ben végleg letelepedett édesanyjával Firenzében, és ott sokáig folytatta regényírói munkásságát. Eleinte a Palazzo Vagnonville-ben bérelt lakást. Később a Scandicci-ben, Bellosguardótól délre, három mérföldre Firenzétől található Villa Farinolába költözött, ahol költekező módon élt, sok fogadást adott, műtárgyakat gyűjtött, drágán, de nem ízlésesen öltözködött, jó lovakat hajtott, és sok kutyát tartott, amelyekhez nagyon ragaszkodott. Egy ideig Bagni di Luccában élt, házának külső falán emléktábla látható. Azt nyilatkozta, hogy egyetlen regényéért sem kapott kiadóitól 1600 fontnál többet, de Amerikát „a gazdagság bányájának” találta. A The Massarenes (1897) című regényében az elegáns londoni társaságban élő parvenü milliomosokról festett hátborzongató képet. Ezt a könyvet Ouida nagyra értékelte, és nagy sikert aratott az eladások tekintetében is. Ezután főleg a vezető folyóiratok számára írt társadalmi kérdésekről szóló esszéket vagy irodalmi kritikákat, amelyek azonban nem voltak jövedelmezőek.   A firenzei brit és amerikai kolóniát a Barátság (1878) című regényében figurázta ki.
Ouida komoly művésznek tartotta magát. Különösen Byron inspirálta, de más művészek iránt is érdeklődött. Későbbi regényeiben előfordultak tragikus sorsú festők és énekesek élettörténetei. Műveiben gyakran ötvözi a romantikát a társadalomkritikával. Puck című regényében egy beszélő kutya meséli el a társadalomról alkotott nézeteit. A Nézetek és vélemények saját hangján írt esszéket tartalmaz különböző társadalmi témákról. Állatbarát és állatmentő volt, időnként akár harminc kutyát is tartott.

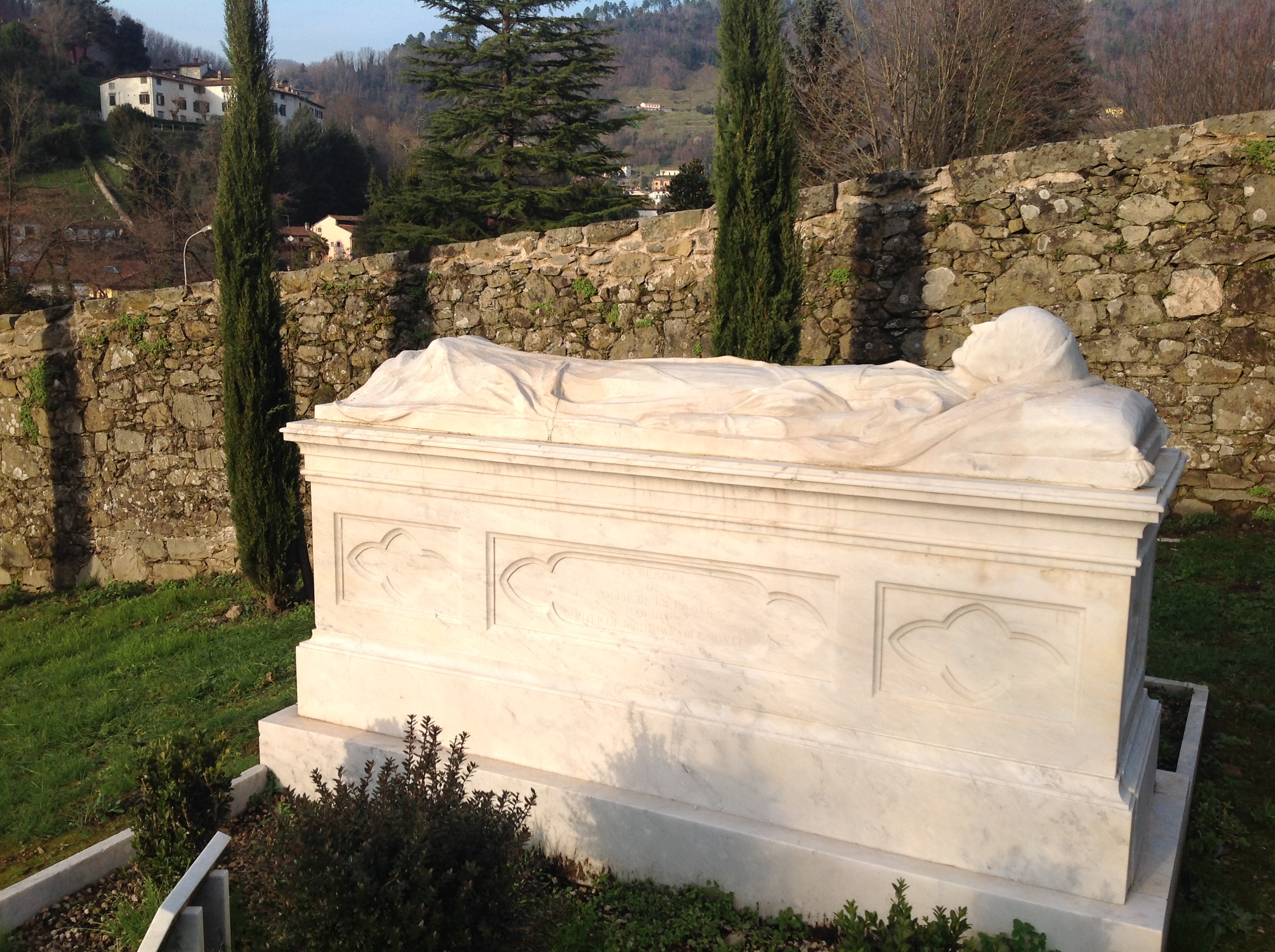
Ouida sírja Bagni di Lucca angol temetőjében

Bár sikeres volt, nem gazdálkodott jól a pénzével. Évi 150 font polgári listás nyugdíjat ajánlott fel neki a miniszterelnök, Sir Henry Campbell-Bannerman, Alfred Austin, George Wyndham és Walburga, Lady Paget kérésére, amit 1906. július 16-án barátnője, Lady Howard of Glossop kérésére vonakodva elfogadott.
Továbbra is Olaszországban élt, egészen 1908. január 25-én bekövetkezett haláláig, a Via Zanardelli 70-ben, Viareggióban, tüdőgyulladásban. Az olaszországi Bagni di Lucca-ban található angol temetőben temették el.

## Irodalmi karrier

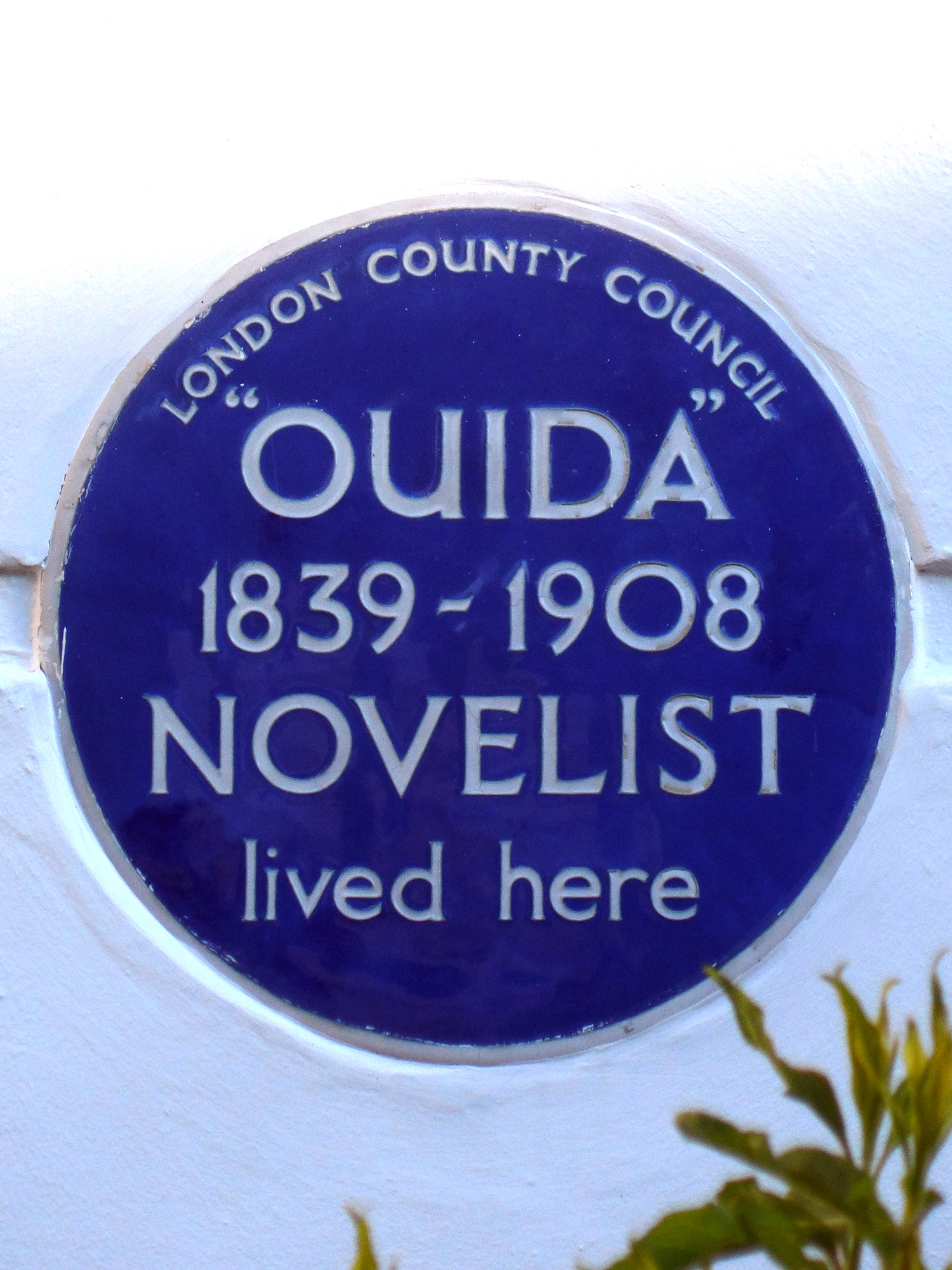
Kék emléktábla, amelyet 1952-ben állított a London County Council a Ravenscourt Square 11, Hammersmith, London W6

Pályafutása során Ouida több mint 40 regényt, gyermekkönyveket, novellagyűjteményeket és esszéket írt. Munkásságának több szakasza volt.
1863-ban, 24 évesen adta ki első regényét, a Held in Bondage címűt. (Később azt állította, hogy 16 éves korában írta nagy visszhangot kiváltó Idalia (1867) című regényét. Ebben egy lázadó, az olasz függetlenséggel szimpatizáló, lánglelkű hősnő szerepelt.
Korai korszakában regényeit „pikánsnak” és „frivolnak” tartották, ellentétben „a korai viktoriánus irodalom moralista prózájával” (Tom Steele), és az 1860-as évek szenzációregénye és a birodalmi terjeszkedés romantizálásának részeként megjelenő proto-kalandregények hibridjeként. Később munkásságára inkább a történelmi romantikara volt jellemző, bár sosem hagyta abba a kortárs társadalom kritikáját. Számos gyermekeknek szóló történetet is írt.
A Két zászló alatt az egyik leghíresebb regénye a britek Algéria-ban való tartózkodását írta le. Szimpátiáját fejezte ki a francia gyarmatosítók (pieds noirs) iránt – akikkel Ouida mélyen azonosult – és bizonyos mértékig az arabok iránt is. A regényt színpadra adaptálták, és hatszor filmre is vitték. Az amerikai író Jack London az ő Signa című regényét, amelyet nyolcévesen olvasott, irodalmi sikerének nyolc oka egyikeként említette.

## Állatjogok
Ouida az állatok jogainak szószólója volt és meggyőződéses élveboncolás-ellenes. Ő írta a The New Priesthood: A Protest Against Vivisection című könyvét 1897-ben.
Ouida az állatkísérleteket elítélő cikkeket írt a The Gentleman's Magazineés aThe Fortnightly Review című lapokban. Ellenezte a szőrmekereskedelmet és a vadászatokat.

## Hatása
A brit zeneszerző Frederic Hymen Cowen és librettistái Gilbert Arthur à Beckett, H.A. Rudall és Frederic Edward Weatherly megvásárolták Ouida 1875-ös Signa című regényének jogait, hogy 1891-ben Richard D'Oyly Carte az Royal Opera House számára operát készítsenek Arthur Sullivan Ivanhoe című művének folytatásaként.  Mivel Cowen nem volt kész a munkájával, és Carte vállalkozása összeomlott, Cowen végül Olaszországba vitte a kész Signát, az eredeti angol szöveg olasz fordításával, amelyet G.A. Mazzucato készített.  Sok késedelem és gyártási gondok után Cowen Signa című művét egy rövidített, háromfelvonásos változatban 1893. november 12-én mutatták be a Teatro Dal Verme-ban, Milánóban. További átdolgozás és sok vágás után később kétfelvonásos változatban adták elő a Covent Garden-ben, Londonban 1894. június 30-án, amikor Cowen azon tűnődött, hogy maradt-e egyáltalán értelme az operának. Ouida benyomása a műről ismeretlen.

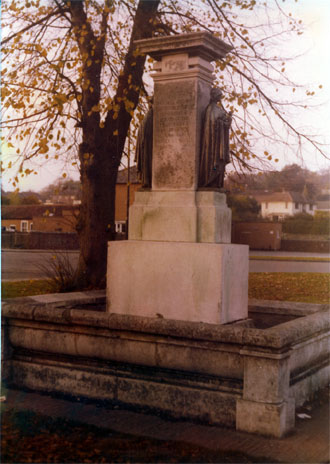
Ouida emlékmű, Bury St. Edmunds

Később Pietro Mascagni megvásárolta a „Two Little Wooden Shoes” (Két kicsi facipő) című novellájának jogait, azzal a szándékkal, hogy operává adaptálja. Barátja, Giacomo Puccini érdeklődött a történet iránt, és bírósági pert indított, azt állítva, hogy mivel Ouida eladósodott, műveinek jogait nyilvános árverésre kell bocsátani, hogy a hitelezők a pénzükhöz jussanak. Megnyerte a bírósági pert, és meggyőzte kiadóját, a Ricordit, hogy licitáljon a történetre. Miután Ricordi nyert, Puccini elvesztette érdeklődését, és soha nem komponálta meg az operát. Mascagni később komponált egyet a történet alapján, Lodoletta' címmel.

## Elismerések
Nem sokkal a halála után barátai közadakozást szerveztek Bury St Edmundsban, ahol a nevére lovaknak és kutyáknak szánt szökőkutat állíttattak. A feliratot Lord Curzon írta:

„A barátai állították ezt a szökőkutat a születési helyén. Itt Isten teremtményei, akiket szeretett, megnyugtassák gyengéd lelkét, miközben isznak belőle.”

Az írótárs "Rita" Humphreys (Eliza Margaret Jane Humphreys, 1850-1938) gyászbeszédet írt Ouida számára, és nem sokkal a halála után elküldte azt a sajtónak. Ezt olvasták fel Ouida emlékművének leleplezésekor. Rita fiatalkorában szerette Ouida műveit, de megtiltották neki, hogy olvassa azokat. Ezért azzal kárpótolta magát, hogy megvásárolta Ouida minden könyvét, amit írt, és élete végéig a könyvtárában tartotta őket.

## Fontosabb művei
- Strathmore (1864)
- Cecil Castlemaine's gage (1867)
- Under two flags (1868)
- Folle farine (1871)
- A dog of Flanders (1872)
- Signa (1875)
- In a winter city (1876)
- Friendship (1878)
- In the Maremma (1882)
- Pipistrello (1884)
- The tower of Taddeo (1890)
- Two offenders (1894)
- Don Gesualdo

## Magyar nyelvű fordítások
- Cigarette. Regény, 1-2.; ford. L. Gy.; Athenaeum, Bp., 1874
- Egy pár kis faczipő. Beszély; ford. Belényesi Gábor; Franklin, Bp., 1879 (Olcsó Könyvtár)
- Don Gesualdo. Esős mézeshetek; ford. Fái J. Béla; Pallas, Bp., 1886 (Pallas-Könyvtár)
- A freskók; ford. Fái J. Béla; Singer-Wolfner, Bp., 1888 (Egyetemes regénytár III.)
- Egy orgonaág; ford., bev. Haraszti Gyula; Franklin, Bp., 1888 (Csepregi Népkönyvtár)
- A válóperek háza. Regény; ford. Kalniki G. M.; Képes Családi Lapok, Bp., 1890 k.
- Santa Barbara. Elbeszélés; ford. Eördögh András; Országgyűlési Értesítő Ny., Bp., 1892 (A Magyar Újság Regénycsarnoka)
- Syrlin. Regény, 1-2.; ford Cserhalmi H. Irén, Gerő Attila; Athenaeum, Bp., 1895 (Jeles Elbeszélők Kincsestára)
- Santa Barbara és egyéb novellák; angolból ford. Cserhalmi H. Irén; Athenaeum, Bp., 1896 (A Magyar és Világirodalom Kincsestára)
- A Massarene család. Regény, 1-3.; ford. Cserhalmi H, Irén; Athenaeum, Bp., 1897 (Az Athenaeum Olvasótára)
- Guilderoy. Regény, 1-3.; ford. Erdőbaktai Gottesmann Mária; Müller, Bp., 1898
- Egy flandriai kutya. Elbeszélés; angolból ford. Orlai Antal; Franklin, Bp., 1899 (Olcsó Könyvtár)
- Tonia; ford. Törökné Fenyvessy Szeréna; Lampel, Bp., 1900 (Magyar Könyvtár)
- Strathmore. Regény; ford. I. L.; Rákosi, Bp., 1902
- A kis tolvaj és egyéb elbeszélések; ford. Marosi Ilona; Lampel, Bp., 1902 (Magyar Könyvtár)
- Hubay Jenő: Moharózsa. Dalmű; szöveg Ouida Egy pár kis facipő c. novellája nyomán Rothauser Miksa, ford. Cziglányi Béla; Operaház, Bp., 1903
- Vera. Regény; ford. Gerőné Cserhalmi Irén; Magyar Kereskedelmi Közlöny, Bp., 1904
- A Pitti-palotában. Jelenet. Valódi történet; ford. F. L.; Franklin, Bp., 1905 (Olcsó Könyvtár)
- Szeretve a sírig; Kosmos Ny., Bp., 1905
- A pap vétke. Regény; Magyar Hírlap, Bp., 1906
- Ariadne. Egy álom története. Regény, 1-2.; Légrády, Bp., 1906 (Legjobb Könyvek)
- Marie Louise De la Ramée: A flandriai kutya. Karácsonyi történet; ford. Koncz Éva; Eri, Bp., 1998 (Híres "kutyás" könyvek)